# Alsophila dregei
Alsophila dregei is een plantensoort uit de familie Cyatheaceae. Het is boomvaren waarvan de stam tot 5 meter hoog kan worden. Veel oude bladeren blijven hangen als een 'rok' naar beneden.
De soort komt voor in tropisch en zuidelijk Afrika en op het eiland Madagaskar. Hij groeit daar op hooggelegen en bergachtige grasplateaus en in open bossen. De boomvaren groeit verder ook langs beekjes, op keienbodems en in zinkgaten.

## Synoniemen
- Alsophila baronii Baker
- Alsophila dregei var. dregei
- Alsophila dregei var. polyphlebia (Baker) Benl
- Alsophila dregei var. segregata (Baker) Benl
- Cyathea angolensis Welw.
- Cyathea baronii Domin
- Cyathea burkei Hook.
- Cyathea dregei Kunze
- Cyathea dregei var. polyphlebia (Baker) C.Chr.
- Cyathea dregei var. segregata (Baker) C.Chr.
- Cyathea flavovirens Kuhn
- Cyathea polyphlebia Baker
- Cyathea segregata Baker